# Bugalhos
Bugalhos es una freguesia portuguesa del concelho de Alcanena. Según el censo de 2021, tiene una población de 961 habitantes.